# Oldenlandia pringlei
Oldenlandia pringlei är en måreväxtart som beskrevs av Benjamin Lincoln Robinson. Oldenlandia pringlei ingår i släktet Oldenlandia och familjen måreväxter. Inga underarter finns listade i Catalogue of Life.